# Улица Юности (Тирасполь)
Улица Юности — одна из главных улиц микрорайона Октябрьский (в народе известного как Балка) в городе Тирасполе, Приднестровская Молдавская Республика. Проходит от Одесской улицы до автомобильной трассы R27 (Объездной дороги города Тирасполь).

## Название
Улица Юности названа в честь молодежи, что отражает стремление к поддержке и развитию молодёжных инициатив и культурных мероприятий в городе.

## Географическое положение
Улица Юности находится в Октябрьском районе города Тирасполя, столицы Приднестровской Молдавской Республики. Начинается от Одесской улицы и заканчивается тупиком (В будущем планируется соединить мостом с трассой R27 (Объездной дорогой города Тирасполь)). Так же пересекается с улицами Милева и Краснодонской. Идет параллельно Комсомольской улице. Представляет собой асфальтированную двухполосную дорогу с двусторонним движением и одной проезжей частью. Нумерация домов по нечетной стороне идет от дома 1 и заканчивается домом 59, а по четной стороне от дома 2/1 до дома 74. К общественно значимым зданиям относятся Госпиталь Ветеранов, Верховный суд, детская школа искусств, школа и детские сады. В начале улицы находится сквер Авиаторов. Застройка смешанная — есть как многоэтажные, так и одноэтажные дома.

## Примечательные здания и сооружения

### Торговые центры
В центре улицы расположены два крупных торговых центра: «Причерноморье» и «Атлантика». Эти торговые комплексы предлагают широкий ассортимент товаров, включая популярный среди местных жителей базар, известный как «Хитрый рынок», который работает во вторую смену и обеспечивает горожан необходимыми продуктами.
Далее по улице находится торговый центр «Тернополь», ранее известный как «Альбина». Этот центр был реконструирован и переименован в честь города-побратима. В «Тернополе» располагаются два зала, предлагающие традиционную украинскую и молдавскую кухни. На первом этаже находится кафе «Солнышко», ориентированное на детей, а рядом расположена кулинария, которая продолжает пользоваться популярностью. Также на улице находился ныне закрытый магазин «Аккорд». В 90-е годы он был единственным местом в городе с широким ассортиментом музыкальных инструментов и возможностью заказа техники. На первых этажах девятиэтажных зданий в конце улицы расположен торговый дом «Тридцатый», который также предлагает разнообразные товары.

### Инфраструктура
В нескольких кварталах от торговых центров расположен Республиканский госпиталь инвалидов и ветеранов Великой Отечественной войны, который является важным медицинским учреждением для местных жителей и славится высоким качеством обслуживания.
По дому номер 29 расположился Верховный Суд Приднестровской Молдавской Республики.

## Транспорт
В 2019 году продлили троллейбусную линию до торгового центра «Тридцатый».
В настоящее время по улице проходит Троллейбусная Линия с 3-мя остановками.